# 223950 Mississauga
223950 Mississauga è un asteroide della fascia principale. Scoperto nel 2004, presenta un'orbita caratterizzata da un semiasse maggiore pari a 3,2365720 UA e da un'eccentricità di 0,0561886, inclinata di 8,84671° rispetto all'eclittica.